# اچ‌ام‌آی‌اس آسام (کی۳۰۶)
اچ‌ام‌آی‌اس آسام (کی۳۰۶) (به انگلیسی: HMIS Assam (K306)) یک کشتی است که طول آن ۲۰۸ فوت (۶۳٫۴۰ متر) می‌باشد. این کشتی در سال ۱۹۴۳ ساخته شد.